# Chondrodesmus nannus
Chondrodesmus nannus är en mångfotingart som beskrevs av Chamberlin 1943. Chondrodesmus nannus ingår i släktet Chondrodesmus och familjen Chelodesmidae. Inga underarter finns listade i Catalogue of Life.